# Quella bomba di Nero Wolfe
Quella bomba di Nero Wolfe (titolo originale Please Pass the Guilt), pubblicato in Italia anche con il titolo Il colpevole, prego è il trentaduesimo romanzo giallo di Rex Stout con Nero Wolfe protagonista.

## Trama
Un dirigente di una compagnia televisiva, Peter Oddell, salta in aria, dilaniato da una bomba, quando apre il cassetto della scrivania di un altro dirigente, Amory Browning, suo rivale per la corsa alla carica di presidente della società. Archie persuade la ricca moglie del defunto ad assumere Nero Wolfe perché scopra l'omicida. Il problema principale che il geniale investigatore deve affrontare è quello di scoprire chi fosse in realtà la vittima designata.

### Personaggi principali
- Nero Wolfe: investigatore privato
- Archie Goodwin: suo assistente
- Fritz Brenner: cuoco e maggiordomo
- Saul Panzer, Fred Durkin e Orrie Cather: investigatori privati
- Dottor Vollmer: medico e amico di Nero Wolfe
- Amory Browning: vicepresidente della CAN
- Helen Lugos: segretaria di Browning
- Madeline Oddell: membro del consiglio direttivo della CAN
- Miss Haber: segretaria di Madeline Odell
- Kenneth Meer: vice di Browning
- Dennis Copes: dipendente della CAN
- Cass R. Abbott: presidente della CAN
- Sylvia Venner: attrice della CAN
- Theodore Falk: finanziere di Wall Street
- Cramer: ispettore della Squadra Omicidi

## Critica
"Please Pass the Guilt appare dopo un intervallo di quattro anni, ma è in effetti ambientato nel corso di tre settimane del giugno 1969. Questo giustifica i riferimenti contemporanei, anche se si rivelano essere delle false piste. Archie Goodwin, per esempio, rimane incastrato per un intero pomeriggio su una barca nel Long Island Sound con una entusiasta filologa del Movimento di liberazione femminile, che Wolfe liquida come "sindrome del gregge", ma trova che potrebbe avere dato un contributo alla linguistica suggerendo l'influenza del dominio maschile sul linguaggio, cosa interessante al punto da farlo alzare e andare alla sua libreria per consultare The History of Human Marriage di Westermarck. [...] In Please Pass the Guilt tutto è più o meno come al solito. Wolfe, come sempre, è riluttante ad accettare un grosso anticipo e mettersi al lavoro, ma vi è costretto; manda Archie e i suoi aiutanti, gli investigatori Saul Panzer, Fred Durkin e Orrie Cather, a smuovere un po' le cose; si ritrova disperatamente bloccato per giorni di fila; indulge nelle sue prese in giro dell'Ispettore Cramer; e c'è l'inevitabile riunione dei sospetti nell'ufficio di Wolfe con l'egualmente inevitabile battibecco sulla poltrona di pelle rossa e su quelle gialle. [...] Come in quasi tutti i resoconti di Archie Goodwin dei casi di Wolfe, l'enigma e la soluzione sono impeccabilmente leali, nel senso che il lettore sa tutto quello che sa Archie e può anche azzardare un'ipotesi ben informata sullo "specifico punto che era altamente suggestivo" per Wolfe, ma non per gli altri."

## Edizioni
- Rex Stout, Quella bomba di Nero Wolfe, collana Il Giallo Mondadori n.1331, Arnoldo Mondadori Editore, 1974.
- Rex Stout, Quella bomba di Nero Wolfe, traduzione di Laura Grimaldi, collana I Classici del Giallo (n. 543), Arnoldo Mondadori Editore, 1987,  p. 157.
- Rex Stout, Quella bomba di Nero Wolfe, traduzione di Laura Grimaldi, collana I Classici del Giallo (n. 1098), Arnoldo Mondadori Editore, 2006,  p. 204.
- Rex Stout, Il colpevole, prego, traduzione di Laura Grimaldi, introduzione di Valerio Evangelisti, collana Le inchieste di Nero Wolfe, BEAT, 2019,  p. 189, ISBN 978-88-6559-051-5.